# 布拉蒂斯拉夫·加希奇
布拉蒂斯拉夫·加希奇（1967年6月30日—）是现任塞尔维亚国防部长，曾任内务部长、塞尔维亚安全情报局长。

## 政治生涯
加希奇是塞尔维亚前进党的创党人之一。该党在2012年选举中夺得执政地位，加希奇被选为党的副主席。2013年，他成为塞尔维亚燃气执行委员会主席。2014年至2016年，他担任故乡克鲁舍瓦茨的市长。2014年前进党继续获选执政，加希奇始担任国防部长。2016年2月5日，因对B92电视台记者兹拉提亚·拉波维奇的性骚扰言论，他在公众压力下辞职。
2017年起，加希奇担任塞尔维亚安全情报局长，并从此中止党内活动。
2017年8月，旨在加强情报局长权威的《安全情报局法》被送往国民议会等待通过。多名官员谴责这一举动，认为这部法律违宪，会令安全情报局成为执政党的情报机构，目标是惩治国内的反对派和持不同政见者。

## 个人生活
加希奇已婚，有3个儿子。由于做过咖啡生意，他被起了个西班牙语外号。